# Equazione di Slutsky
In microeconomia, l'equazione di Slutsky (o identità di Slutsky), dal nome dell'economista Eugen Slutsky, mette in relazione i cambiamenti della domanda walrasiana (non compensata) con i cambiamenti della domanda hicksiana (compensata), così chiamata perché compensa le variazioni di reddito per mantenere un livello di utilità costante.
L'equazione di Slutsky è divisa in due parti, chiamate rispettivamente effetto sostituzione ed effetto reddito. In generale, l'effetto sostituzione è negativo. Slutsky sviluppò questa formula per analizzare la risposta di un consumatore ai cambiamenti del prezzo di un bene. Quando il prezzo aumenta, il vincolo di bilancio si restringe, causando una riduzione della quantità domandata. Al contrario, quando il prezzo diminuisce, il vincolo di bilancio si espande, portando ad un aumento della quantità domandata. L'effetto di sostituzione devia dal cambiamento relativo del prezzo, mentre l'effetto di reddito è dovuto alla variazione del potere d'acquisto. L'equazione dimostra che la variazione della domanda di un bene, causata da una del prezzo, è il risultato di due effetti distinti:
- effetto di sostituzione: quando il prezzo di un bene cambia, diventando relativamente più conventiente, il consumatore potrebbe ipoteticamente mantenere invariato il consumo. In tal caso, si libererebbe reddito che potrebbe essere speso in uno o più beni.
- effetto di reddito: una riduzione del prezzo aumenta il potere d'acquisto del consumatore, permettendogli di acquistare altri prodotti o maggiori quantità dello stesso prodotto, a seconda che il bene sia normale o inferiore.

L'equazione di Slutsky scompone la variazione della domanda di un bene i in risposta ad una variazione del prezzo di un bene j:
{\displaystyle {\partial x_{i}(\mathbf {p} ,w) \over \partial p_{j}}={\partial h_{i}(\mathbf {p} ,u) \over \partial p_{j}}-{\partial x_{i}(\mathbf {p} ,w) \over \partial w}x_{j}(\mathbf {p} ,w),\,}
dove {\displaystyle h(\mathbf {p} ,u)} è la domanda hicksiana e {\displaystyle x(\mathbf {p} ,w)} è la domanda walrasiana, al vettore dei prezzi {\displaystyle \mathbf {p} }, al livello di ricchezza (o reddito) {\displaystyle w}, e al livello di utilità {\displaystyle u} fissato, determinato massimizzando l'utilità al prezzo e al reddito iniziali, come indicato dalla funzione di utilità indiretta {\displaystyle v(\mathbf {p} ,w)}. Il lato destro dell'equazione rappresenta la variazione della domanda di i mantenendo fissa l'utilità a u, meno il prodotto della quantità domandata di j per la variazione della domanda di i rispetto alla ricchezza.
Il primo termine sul lato destro rappresenta l'effetto di sostituzione, mentre il secondo rappresenta l'effetto di reddito. Poiché l'utilità non è osservabile, l'effetto di sostituzione non è direttamente osservabile, ma può essere calcolato facendo riferimento agli altri due termini dell'equazione di Slutsky, che sono osservabili. Questo processo è talvolta noto come decomposizione hicksiana di una variazione della domanda.
L'equazione può essere riscritta in termini di elasticità:
{\textstyle \varepsilon _{p,ij}=\varepsilon _{p,ij}^{h}-\varepsilon _{w,i}b_{j}}
dove εp è l'elasticità al prezzo (non compensata), εph è l'elasticità al prezzo compensata, εw,i è l'elasticità al reddito del bene i, e bj è la quota di bilancio destinata al bene j.
In termini semplici, l'equazione di Slutsky afferma che la variazione totale della domanda di un bene è composta da un effetto di reddito e un effetto di sostituzione, e questi due effetti, insieme, devono corrispondere alla variazione totale della domanda:
{\displaystyle \Delta x_{1}=\Delta x_{1}^{s}+\Delta x_{1}^{l}}
Questa formulazione è utile poiché dimostra che le variazioni della domanda possono indicare la tipologia del bene. L'effetto di sostituzione è negativo, poiché le curve di indifferenza sono sempre inclinate verso il basso. Tuttavia, lo stesso non vale per l'effetto di reddito, poiché dipende da come il consumo di un bene varia con il reddito.
L'effetto di reddito per un bene normale è negativo: se il prezzo di un bene normale diminuisce, il potere d'acquisto o reddito reale del consumatore aumenta. Al contrario, se il prezzo aumenta, il potere d'acquisto o reddito reale diminuisce.
Non tutti i beni sono "normali". In termini economici, alcuni sono inferiori. Ciò non significa che siano di bassa qualità.
Ad esempio, i consumatori con un reddito limitato potrebbero acquistare noodles istantanei. Tuttavia, questo prodotto non è generalmente considerato un alimento che le persone consumerebbero quotidianamente, ma piuttosto una scelta legata ai vincoli economici. Con l'aumento della ricchezza, il consumo di tali beni diminuisce. In questo caso, l'effetto di sostituzione è negativo, ma anche l'effetto di reddito è negativo.
In ogni caso, il segno degli effetti di sostituzione e reddito, positivi o negativi, dipende dal tipo di bene quando i prezzi variano:
|   | Effetto totale     | Effetto Sostituzione | Effetto Reddito |
| - | ------------------ | -------------------- | --------------- |
| + | Beni sostituti     | Beni sostituti       | Beni inferiori  |
| - | Beni complementari | Beni complementari   | Beni normali    |

Tuttavia, non è sempre possibile determinare se l'effetto totale sarà negativo nel caso di beni complementari inferiori. In tali casi, gli effetti di sostituzione e di reddito si muovono in direzioni opposte. L'effetto totale dipenderà quindi da quale dei due effetti risulterà predominante.

## Derivazione
Esistono diversi modi per derivare l'equazione di Slutsky, ma il seguente metodo è probabilmente il più semplice. Si parte dall'identità {\displaystyle h_{i}(\mathbf {p} ,u)=x_{i}(\mathbf {p} ,e(\mathbf {p} ,u))}, dove {\displaystyle e(\mathbf {p} ,u)} è la funzione di spesa, e u rappresenta l'utilità ottenuta massimizzando l'utilità data p e w. Differenziando totalmente rispetto a pj, si ottiene:
{\displaystyle {\frac {\partial h_{i}(\mathbf {p} ,u)}{\partial p_{j}}}={\frac {\partial x_{i}(\mathbf {p} ,e(\mathbf {p} ,u))}{\partial p_{j}}}+{\frac {\partial x_{i}(\mathbf {p} ,e(\mathbf {p} ,u))}{\partial e(\mathbf {p} ,u)}}\cdot {\frac {\partial e(\mathbf {p} ,u)}{\partial p_{j}}}}
Utilizzando il lemma di Shephard, che implica {\displaystyle {\frac {\partial e(\mathbf {p} ,u)}{\partial p_{j}}}=h_{j}(\mathbf {p} ,u)}, e considerando che all'ottimo si verifica {\displaystyle h_{j}(\mathbf {p} ,u)=h_{j}(\mathbf {p} ,v(\mathbf {p} ,w))=x_{j}(\mathbf {p} ,w),} dove {\displaystyle v(\mathbf {p} ,w)} è la funzione di utilità indiretta, possiamo riscrivere l'equazione precedente come l'equazione di Slutsky.

## La matrice di Slutsky
L'equazione di Slutsky può essere riscritta in forma matriciale come segue:
{\displaystyle \mathbf {D_{p}x} (\mathbf {p} ,w)=\mathbf {D_{p}h} (\mathbf {p} ,u)-\mathbf {D_{w}x} (\mathbf {p} ,w)\mathbf {x} (\mathbf {p} ,w)^{\top },\,}
dove Dp è l'operatore derivata rispetto ai prezzi, e Dw è l'operatore derivata rispetto alla ricchezza.
La matrice {\displaystyle \mathbf {D_{p}h} (\mathbf {p} ,u)}, nota come matrice di sostituzione hicksiana, è definita formalmente come:
{\displaystyle \sigma (\mathbf {p} ,u):=\mathbf {D_{p}h} (\mathbf {p} ,u)={\begin{bmatrix}{\frac {\partial h_{i}(\mathbf {p} ,u)}{\partial p_{j}}}\end{bmatrix}}}
La matrice di Slutsky è data da:
{\displaystyle S(\mathbf {p} ,w)=\left({\begin{array}{ccc}{\frac {\partial x_{1}(\mathbf {p} ,w)}{\partial p_{1}}}+x_{1}(\mathbf {p} ,w){\frac {\partial x_{1}(\mathbf {p} ,w)}{\partial w}}&\cdots &{\frac {\partial x_{1}(\mathbf {p} ,w)}{\partial p_{n}}}+x_{n}(\mathbf {p} ,w){\frac {\partial x_{1}(\mathbf {p} ,w)}{\partial w}}\\\vdots &\ddots &\vdots \\{\frac {\partial x_{n}(\mathbf {p} ,w)}{\partial p_{1}}}+x_{1}(\mathbf {p} ,w){\frac {\partial x_{n}(\mathbf {p} ,w)}{\partial w}}&\cdots &{\frac {\partial x_{n}(\mathbf {p} ,w)}{\partial p_{n}}}+x_{n}(\mathbf {p} ,w){\frac {\partial x_{n}(\mathbf {p} ,w)}{\partial w}}\end{array}}\right)}
Quando u è l'utilità massima raggiunta dal consumatore dato p e w, cioè {\displaystyle u=v(\mathbf {p} ,w)}, l'equazione di Slutsky implica che ogni elemento della matrice di Slutsky {\displaystyle S(\mathbf {p} ,w)} è uguale al corrispondente elemento della matrice di sostituzione hicksiana {\displaystyle \sigma (\mathbf {p} ,u)}. La matrice di Slutsky è simmetrica e, poiché la funzione di spesa {\displaystyle e(\mathbf {p} ,u)} è concava, la matrice di Slutsky è anche semi-definita negativa.

## Esempio
Una funzione di utilità Cobb-Douglas (vedi funzione di produzione Cobb-Douglas) con due beni e reddito {\displaystyle w} genera una domanda marshalliana per i beni 1 e 2 rispettivamente di {\displaystyle x_{1}=.7w/p_{1}} e {\displaystyle x_{2}=.3w/p_{2}.} Riorganizzando l'equazione di Slutsky per mettere la derivata hicksiana sul lato sinistro si ottiene l'effetto di sostituzione:
{\displaystyle {\frac {\partial h_{1}}{\partial p_{1}}}={\frac {\partial x_{1}}{\partial p_{1}}}+{\frac {\partial x_{1}}{\partial w_{1}}}x_{1}=-{\frac {.7w}{p_{1}^{2}}}+{\frac {.7}{p_{1}}}{\frac {.7w}{p_{1}}}=-{\frac {.21w}{p_{1}^{2}}}}
Ritornando all'equazione di Slutsky originale, si vede come l'effetto di sostituzione e l'effetto reddito si sommano per dare l'effetto totale dell'aumento del prezzo sulla quantità domandata:
{\displaystyle {\frac {\partial x_{1}}{\partial p_{1}}}={\frac {\partial h_{1}}{\partial p_{1}}}-{\frac {\partial x_{1}}{\partial w}}x_{1}=-{\frac {.21w}{p_{1}^{2}}}-{\frac {.49w}{p_{1}^{2}}}}
Pertanto, del totale calo di {\displaystyle .7w/p_{1}^{2}} nella quantità domandata quando {\displaystyle p_{1}} aumenta, 21/70 è dovuto all'effetto di sostituzione e 49/70 all'effetto reddito. Il bene 1 è quello su cui il consumatore spende la maggior parte del suo reddito ({\displaystyle p_{1}q_{1}=.7w}), il che spiega perché l'effetto reddito sia così ampio.
Si può verificare che il risultato dell'equazione di Slutsky sia lo stesso ottenuto differenziando direttamente la funzione di domanda hicksiana, che qui è:
{\displaystyle h_{1}(p_{1},p_{2},u)=.7p_{1}^{-.3}p_{2}^{.3}u,}
dove {\displaystyle u} è utilità. La derivata è: 
{\displaystyle {\frac {\partial h_{1}}{\partial p_{1}}}=-.21p_{1}^{-1.3}p_{2}^{.3}u,}
Dato che la funzione di utilità indiretta Cobb-Douglas è {\displaystyle v=wp_{1}^{-.7}p_{2}^{-.3},} e {\displaystyle u=v} quando il consumatore utilizza le funzioni di domanda specificate, la derivata è:
{\displaystyle {\frac {\partial h_{1}}{\partial p_{1}}}=-.21p_{1}^{-1.3}p_{2}^{.3}(wp_{1}^{-.7}p_{2}^{-.3})=-.21wp_{1}^{-2}p_{2}^{0}=-{\frac {.21w}{p_{1}^{2}}},}
che è esattamente il risultato dell'equazione di Slutsky.
L'equazione di Slutsky può anche essere applicata per calcolare l'effetto di sostituzione incrociato tra i prezzi. Si potrebbe pensare che sia nullo in questo caso, poiché quando {\displaystyle p_{2}} aumenta, la quantità domandata marshalliana del bene 1, {\displaystyle x_{1}(p_{1},p_{2},w),} non viene influenzata ({\displaystyle \partial x_{1}/\partial p_{2}=0}). Tuttavia, ciò è errato. Riorganizzando nuovamente l'equazione di Slutsky, l'effetto di sostituzione incrociato è:
{\displaystyle {\frac {\partial h_{1}}{\partial p_{2}}}={\frac {\partial x_{1}}{\partial p_{2}}}+{\frac {\partial x_{1}}{\partial w}}x_{2}=0+{\frac {.7}{p_{1}}}{\frac {.3w}{p_{2}}}=-{\frac {.21w}{p_{1}p_{2}}}}
Questo indica che quando {\displaystyle p_{2}} aumenta, c'è un effetto di sostituzione di {\displaystyle -.21w/(p_{1}p_{2})} verso il bene 1. Contemporaneamente, l'aumento di {\displaystyle p_{2}} ha un effetto reddito negativo sulla domanda del bene 1, un effetto opposto della stessa entità rispetto all'effetto di sostituzione, quindi l'effetto netto è zero. Questa è una proprietà particolare della funzione Cobb-Douglas.

## Modifica di più prezzi in una volta
Quando ci sono due beni, l'equazione di Slutsky in forma matriciale è:
{\displaystyle {\begin{bmatrix}{\frac {\partial x_{1}}{\partial p_{1}}}&{\frac {\partial x_{1}}{\partial p_{2}}}\\{\frac {\partial x_{2}}{\partial p_{1}}}&{\frac {\partial x_{2}}{\partial p_{2}}}\\\end{bmatrix}}={\begin{bmatrix}{\frac {\partial h_{1}}{\partial p_{1}}}&{\frac {\partial h_{1}}{\partial p_{2}}}\\{\frac {\partial h_{2}}{\partial p_{1}}}&{\frac {\partial h_{2}}{\partial p_{2}}}\\\end{bmatrix}}-{\begin{bmatrix}{\frac {\partial x_{1}}{\partial w}}x_{1}&{\frac {\partial x_{1}}{\partial w}}x_{2}\\{\frac {\partial x_{2}}{\partial w}}x_{1}&{\frac {\partial x_{2}}{\partial w}}x_{2}\\\end{bmatrix}}}
Sebbene, strettamente parlando, l'equazione di Slutsky si applichi solo a variazioni infinitesimali dei prezzi, essa viene comunemente utilizzata come approssimazione lineare per variazioni finite. Se i prezzi dei due beni cambiano di {\displaystyle \Delta p_{1}} e {\displaystyle \Delta p_{2}}, l'effetto sulle domande dei due beni è:
{\displaystyle {\begin{bmatrix}\Delta x_{1}\\\Delta x_{2}\end{bmatrix}}\approx {\begin{bmatrix}{\frac {\partial h_{1}}{\partial p_{1}}}&{\frac {\partial h_{1}}{\partial p_{2}}}\\{\frac {\partial h_{2}}{\partial p_{1}}}&{\frac {\partial h_{2}}{\partial p_{2}}}\\\end{bmatrix}}\cdot {\begin{bmatrix}\Delta p_{1}\\\Delta p_{2}\end{bmatrix}}-{\begin{bmatrix}{\frac {\partial x_{1}}{\partial w}}x_{1}&{\frac {\partial x_{1}}{\partial w}}x_{2}\\{\frac {\partial x_{2}}{\partial w}}x_{1}&{\frac {\partial x_{2}}{\partial w}}x_{2}\\\end{bmatrix}}\cdot {\begin{bmatrix}\Delta p_{1}\\\Delta p_{2}\end{bmatrix}}}
Sviluppando le matrici, l'effetto sul bene 1, ad esempio, sarebbe:
{\displaystyle \Delta x_{1}\approx \left({\frac {\partial h_{1}}{\partial p_{1}}}\Delta p_{1}+{\frac {\partial h_{1}}{\partial p_{2}}}\Delta p_{2}\right)-\left({\frac {\partial x_{1}}{\partial w}}\right)\left(x_{1}\Delta p_{1}+x_{2}\Delta p_{2}\right)}
Il primo termine è l'effetto di sostituzione. Il secondo termine è l'effetto reddito, composto dalla risposta del consumatore alla perdita di reddito moltiplicata per l'entità della perdita di reddito derivante dall'aumento di ciascun prezzo.

## Beni di Giffen
Un bene di Giffen è un prodotto la cui domanda aumenta all'aumentare del prezzo, un caso particolare di bene inferiore. In caso di inferiorità del reddito estrema, l'effetto reddito può superare l'effetto di sostituzione, portando a un cambiamento positivo nella domanda in risposta all'aumento del prezzo. La decomposizione di Slutsky del cambiamento nella domanda in un effetto di sostituzione puro e un effetto reddito spiega perché la legge della domanda non si applica ai beni di Giffen.